# TOKYO FIST
『TOKYO FIST』（トウキョウフィスト）は、1995年に公開された日本映画。監督は塚本晋也。
東京国際ファンタスティック映画祭、バンクーバー国際映画祭出品作品。
塚本晋也が『鉄男』から描いてきた「都市と肉体」をさらに掘り下げ、壮絶な三角関係を描いている。
塚本の実弟で元プロボクサーの塚本耕司が主人公のライバルであるボクサー役で出演し、本作で第69回キネマ旬報ベスト・テン新人男優賞を受賞。作品としてもキネマ旬報ベスト・テン第10位に輝いている。

## あらすじ
ボクシングの試合会場を訪れた保険会社のサラリーマン、津田義春は、高校時代の後輩である小島拓司と再会する。2人は高校時代に女友達を殺され、それ以来ずっと会っていなかった。この再会をきっかけに、小島は津田の婚約者のひづるを誘惑し始め、津田を挑発する。激怒した津田は小島のアパートに乗り込むがあっさりと打ちのめされてしまう。これをきっかけに津田はボクシングジムに通い始め、ひづるは津田のもとを離れて小島と一緒に暮らし始めてしまう。そこから奇妙で壮絶な三角関係が始まる。

## キャスト
- 津田義春 - 塚本晋也
- ひづる - 藤井かほり
- 小島拓司 - 塚本耕司
- 白田会長 - 輪島功一
- 長谷 - 六平直政
- 大泉 - 竹中直人
- 小宮 - 宮田正明
- 余木 - 柚木健吾
- 青木 - 雑賀俊光
- 拓司の対戦相手 - 飯田正人
- 入れ墨師 - 田口トモロヲ
- 看護婦 - 叶岡伸
- 中華料理屋の主人 - 塩田時敏
- 団地の住人 - 松本コンチータ
- 団地の住人 - 三留まゆみ
- セコンド - 武藤起一
- セコンド - 小松沢陽一
- 観戦客 - ジュリー・ドレフュス
- 医者 - 松沢呉一

## スタッフ
- 監督・脚本・プロデューサー・撮影・照明・編集 - 塚本晋也
- 原案 - 斎藤久志・塚本晋也
- 美術 - 塚本晋也、小出健、黒木久勝、磯野勇、山口るみ、外山光子
- 音楽 - 石川忠
- 録音 - 川島一郎

## 受賞
- 1995年サンダンス・フィルム・フェスティバル・イン東京 グランプリ [2][4]
- 1996年ロカルノ国際映画祭ヤング審査員特別賞[2]
- 第69回キネマ旬報ベスト・テン[2]
  - 新人男優賞受賞（塚本耕司）
  - ベスト・テン 日本映画 第10位
- 第10回高崎映画祭[2]
  - 最優秀監督賞（塚本晋也）
  - 最優秀助演女優賞（藤井かほり）